# Heliotrope
Heliotrope è una casa ecosostenibile progettata dall'architetto tedesco Rolf Disch.
Tre abitazioni dello stesso genere sono state realizzate in Germania, di cui la prima era una versione sperimentale, realizzata nel 1994 come abitazione personale dell'architetto a Freiburg im Breisgau, mentre le altre due sono state realizzate come edifici espostivi per l'azienda Hansgrohe a Offenburg e un laboratorio dentistico a Hilpoltstein in Bavaria. Heliotrope in Freiburg è stato il primo edificio al mondo a produrre più energia di quella consumata, prodotta da fonti rinnovabili e senza emissioni di CO2. La struttura dell'edificio ruota fisicamente seguendo il percorso del sole, il che permette di ottimizzare l'illuminazione degli spazi interni e ridurre l'uso di luci artificiali. Ci sono diversi sistemi di produzione di energia tra cui 56.0 m2 di pannelli fotovoltaici, una fonte geotermica , a combined heat and power unit (CHP) e dei pannelli solari per la produzione di acqua calda.
Queste innovazioni, in combinazione con l'isolamento termico della residenza, permettono all'abitazione di produrre tra quattro e sei volte l'energia consumata in un anno. L'Heliotrope è inoltre dotata di un sistema interno di pulizia delle acque reflue e di compostaggio rifiuti naturali.